# Кошта, Жозе Алберту
Жозе Алберту Баррозу Машаду и Кошта (род. 31 октября 1953 в Порту) — португальский футболист, играл на позиции нападающего; а также футбольный тренер.
15 из 16 сезонов своей карьеры провёл в Примейре в составе четырёх разных команд, где сыграл 301 матч и забил 37 голов. Впоследствии он начал продолжительную тренерскую карьеру.

## Карьера игрока

### Клубная карьера
Кошта на профессиональном уровне дебютировал в 1971 году в клубе «Академика Коимбра», сыграл 12 матчей в первом сезоне, но не спас команду от вылета. В следующем сезоне он сыграл 18 матчей и забил два гола и помог команде вернуться назад в элиту, где и выступал с клубом до 1978 года. Также провёл часть 1977 года на правах аренды в «Рочестер Лансерс» из Североамериканской футбольной лиги, где сыграл в восьми матчах и забил один гол.
Забив десять голов в сезоне 1977/78, Кошта подписал контракт с «Порту», где сформировал результативное атакующую трио с Фернанду Гомешем и Антониу Оливейрой. Он выиграл с командой шесть титулов, в том числе два национальных чемпионата, а также был признан футболистом года в Португалии (1979). Выходил на замену в финале Кубка обладателей кубков УЕФА 1983/84, где его клуб проиграл «Ювентусу» со счётом 2:1.
В 1980 году Кошта вместе с 15 другими игроками стал участником внутреннего конфликта. Игроки поддержали главного тренера Жозе Марию Педроту и спортивного директора Жорже Нуну Пинту да Кошту в противостоянии с президентом клуба Америко де Са. Тем не менее Кошта оставался в команде ещё пять сезонов, но после прихода Вермелинью и 17-летнего Паулу Футре он потерял место в основе команды, сыграв лишь в пяти матчах в чемпионском сезоне 1984/85.
В 1985 году он перешёл в «Витория Гимарайнш», помог клубу занять четвёртое место и получить право на участие в Кубке УЕФА. Однако следующий сезон Жозе провёл в «Маритиму», после чего закончил игровую карьеру.

### Выступления за сборную
Кошта дебютировал в официальных матчах в составе национальной сборной Португалии 8 марта 1978 года в товарищеской игре с Францией в Париже. 20 сентября того же года он забил первый и единственный гол за сборную в ворота США, кроме него в матче никто не забивал. 28 октября 1983 он сыграл последний матч за сборную против Польши, его команда выиграла с минимальным счётом. Всего в форме Португалии сыграл 24 матча и забил один гол.

## Тренерская карьера
После ухода со спорта Жозе получил образование инженера-механика в Коимбрском университете, затем начал тренерскую карьеру. В 1989 году он недолго поработал помощником Жуки в сборной Португалии. Свой первый самостоятельный тренерский опыт он получил со своей бывшей командой «Академика Коимбра» во втором дивизионе, где он провёл один сезон.
Затем он руководил молодёжной сборной Португалии, а также помогал следующем тренеру национальной сборной, Карлушу Кейрошу. Впоследствии в качестве ассистента Кейроша он работал в «Спортинг Лиссабон» и японском клубе «Нагоя Грампус», а также сборной ОАЭ.
В конце 1990-х годов он вернулся к работе главным тренером, тренируя различные португальские клубы от третьего до первого дивизиона.
В 2005 году Кошта поехал в США, где работал техническим директором футбольной академии «США-17» из города Санта-Клара (Калифорния). В июле 2008 года он снова вернулся к работе с Кейрошом, когда присоединился к составу отдела скаутов национальной сборной Португалии, а со следующего года стал его ассистентом, поехав в этом статусе на чемпионат мира по футболу 2010.
В ноябре 2011 года Кошта был назначен главным тренером иранского клуба «Санат Нафт» до конца сезона. В мае 2012 года благодаря достижению хороших результатов его контракт был продлён ещё на один год, но в конце концов он ушёл в отставку со своего поста в конце года.